# Echinovelleda
Echinovelleda är ett släkte av skalbaggar. Echinovelleda ingår i familjen långhorningar.
Kladogram enligt Catalogue of Life:
| Echinovelleda | \| \| Echinovelleda antiquua \| \| \| \| \| \| Echinovelleda chinensis \| \| \| \| |
|               | \| \| Echinovelleda antiquua \| \| \| \| \| \| Echinovelleda chinensis \| \| \| \| |
|               | Echinovelleda antiquua                                                             |
|               |                                                                                    |
|               | Echinovelleda chinensis                                                            |
|               |                                                                                    |